# 吉崎亮太
吉崎亮太（日语：吉崎 亮太，1984年8月24日—），日本男性配音員。出身於德島縣。身高172cm。B型血。

## 人物簡介
青二塾東京校第24期、Pro-Fit聲優養成所第6期出身。
現在是株式會社al-share所屬，以前經歷青二Production、Production Ace、AS企劃。
興趣是料理。特長是劍道。

## 演出作品
※粗體字表示說明飾演的主要角色。

### 電視動畫
2005年
- 不可思議星球的☆雙胞胎公主（閃耀王國的國民 等）

2010年
- 少年犯之七人（院生、獄卒 等）

2011年
- 日常（大工健三郎[2]）

### 遊戲
- CraZy BeaT（鴫）※攜帶遊戲特化型。
- 禁獵區（鷹宮笙吾）
- 日常〈宇宙人〉（大工健三郎[3]）

### 實寫
- Anison★Cafe 夢丘（日语：アニソン★カフェ ゆめが丘）（神奈川電視台：2009年1月14日－9月25日）
- 日立 發現世界不可思議的地方！（日语：日立 世界・ふしぎ発見!） ～里見八犬傳～（犬江親兵衛：TBS）
- MentoreG（日语：メントレG） 特別節目（南海糖果（日语：南海キャンディーズ）再現VTR：富士電視台）
- Memoirs（日语：メモワール）（短篇影片）
- －幸運☆星的衍生節目。

### 廣播節目
電台廣告
- 聖學院大學（NACK5（英语：エフエムナックファイブ））

廣播劇
- 青山二丁目劇場（日语：青山二丁目劇場） 她是英雄（夏樹：文化放送）
- 金光教（日语：金光教）（男學生：日本放送）
- （：NACK5）

網路廣播
- 天栂學院高等部通信
- 白石稔的認真卻無知電台（日语：白石稔のガチ無知ラジオ）（第3回特別嘉賓）

### 廣播劇CD
- 伊里野的天空、UFO的夏天（男學生）
- 狼到病（村人）
- 金色琴弦（男學生）
- 汝、宿命見者
- 成惠的世界（機族）
- 腕輪（執事）
- ONE×3（日语：ONE×3）（銅縞）

### 外語配音
- 羅賓漢（Robin Hood）（魯克）

### 旁白
- 江東Wide Square（單元旁白：CATV）
- THE WIDE（日语：ザ・ワイド）（聲音旁述：日本電視台）
- 週刊富士電視批評（日语：週刊フジテレビ批評）（聲音旁述：富士電視台）
- 24小時電視 ～活下去～（聲音旁述：日本電視台）
- 瑪那鍊金術2 ～學園鍊金術士們～ PORTABLE+（日语：マナケミア2 〜おちた学園と錬金術士たち〜）（電視廣告旁述）

### 舞台
- 火鳥 ～茜丸篇～
- Voice Fair 2004 7月·Knife

### 其它
- LOTUS ～First Bloom～（青柳瑠音）
- 毎日新聞奨學生（模特兒）
- 聲優網絡聊天
- 日和（MC）

## 來源
1. 1 2 3 4 5 6  . 株式會社al-share.   [2017-12-05]. （原始内容存档于2021-01-16） （日语）.
2. ↑  . 電視動畫「日常」公式官網.   [2015-05-10]. （原始内容存档于2020-01-23） （日语）.
3. ↑  . 「日常〈宇宙人〉」公式官網.   [2015-01-10]. （原始内容存档于2021-01-17） （日语）.

## 外部連結
- 株式會社al-share公式官網的聲優簡介 （页面存档备份，存于） （日語）
- ACE企劃所屬期間的資歷簡介 （日語）（2016年4月28日的檔案館）
- 気持ちだけは十代でもいいじゃない ～新人声優·吉崎亮太の避暑地～ （页面存档备份，存于） （日語）
- 吉崎亮太的X（前Twitter） （日語）